# John Malcolm

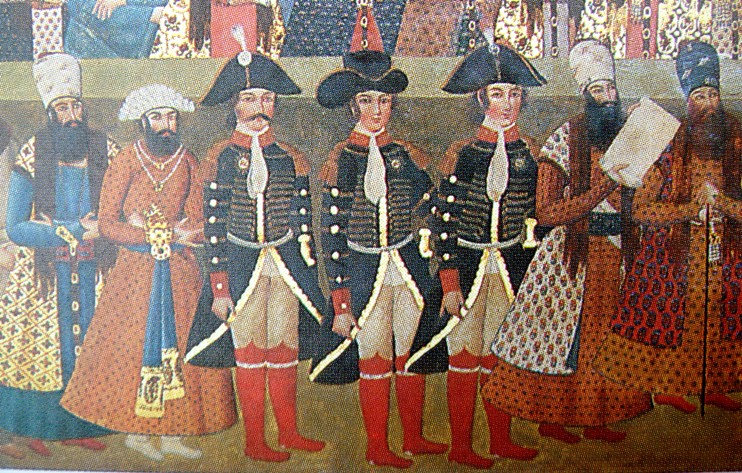
La délégation anglaise à la Cour de Fath Ali Shah en 1808 : John Malcolm, Harford Jones et Gore Ouseley.

John F. Malcolm  (2 mai 1769 - 30 mai 1833) est un soldat, homme d'État et historien écossais.

## Biographie
Né à Burnfoot, Dumfriesshire, Malcolm est le fils de George Malcolm, gentleman farmer d'Eskdale et Burnfoot. Jock, comme on l'appelait alors, était l'un des quatre frères Malcolm qui étaient chevaliers ou baronnets au service de l'Empire britannique. En 1782, grâce à l'influence de Johnstones d'Alva, Jock Malcolm entre au service de la compagnie anglaise des Indes orientales en tant que cadet, quittant Londres pour Madras.
Dans ses premières années à Madras, Jock Malcolm ne fut pas un « prodige de vertu». Il fut longtemps connu comme le « Malcolm Boy », ce qui selon son biographe s'expliquait par son comportement, « si ouvert et joyeux à sa manière ; si actif et si espiègle ». C'était un excellent cavalier et un tireur d'élite, mais comme tant d'autres jeunes officiers, il se trouva bientôt endetté. Un ami de Londres lui transmis 200 £, mais son frère les intercepta pour qu'il apprenne à vivre « à la dure ».
Sa réussite s'explique en partie par l'ardeur avec laquelle il s'est appliqué d'abord à étudier les mœurs et les langues de l'Orient. Après s'être distingué lors du siège de Seringapatam en 1792, il est nommé par Lord Cornwallis comme interprète de persan auprès d'un détachement britannique au service d'un prince indigène. En 1795, au retour d'une courte visite pour raison de santé dans son pays natal, il rendit quelques services dans l'expédition du général Clarke au Cap de Bonne-Espérance, pour lesquels il fut récompensé par le gouvernement de Madras et nommé secrétaire du commandant en chef.
En 1797, il est nommé capitaine, et engagé jusqu'en 1799 dans divers services importants, se terminant à la chute de Seringapatam, où il s'est lui-même hautement distingué. Il est ensuite nommé secrétaire adjoint avec le capitaine Munro (devenu plus tard sir Thomas Munro), auprès des commissaires chargés de mettre en place le nouveau gouvernement de Mysore. La même année, il est choisi par Lord Wellesley pour conduire une mission diplomatique en Perse, au cours de laquelle il conclut deux traités d'une grande importance, l'un politique, et l'autre commercial, revenant à Bombay, en mai 1801. Ses services lui ont valu d'être nommés secrétaire particulier du gouverneur général. 
En janvier 1802, il est élevé au grade de major, et après la mort accidentelle à Bombay de l'ambassadeur de Perse, il est à nouveau chargé d'une mission auprès de cet empire, afin de prendre les dispositions nécessaires pour le renouvellement de l'ambassade. En tant que plénipotentiaire de la Compagnie anglaise des Indes orientales, il entre en conflit avec Sir Harford Jones, ambassadeur britannique en Perse, à propos de questions mineures relatives à la préséance à la cour de Perse et aux cadeaux reçus et offerts. À son retour à Bombay, il est censuré par le gouvernement pour avoir fait trop de dépenses en cadeaux pour les membres de la cour de Perse.
En janvier 1803, il est nommé à la présidence de Mysore, avec le pouvoir d'agir sans instructions spéciales, et en décembre 1804, il est promu au grade de lieutenant-colonel. En juin de l'année suivante, il est nommé agent principal du gouverneur général, et il continue de servir en cette qualité jusqu'en mars 1806. Durant cette période, il conclut avec succès plusieurs traités très importants.
On attribue à Malcolm le mérite d'avoir introduit la pomme de terre en Perse. Lors de sa première visite, il avait noté que le climat était adapté à la culture de ce légume, et pour sa deuxième mission en Perse il apporta trente sacs de plants, qu'il distribua autour de lui, avec des conseils sur la façon de cultiver la pomme de terre.
Il participa à de nombreuses négociations importantes et a occupé divers postes éminents, comme ambassadeur en Perse, résident de Gwalior (1803-1804) et gouverneur de Bombay (1827-1830). Il commanda l'armée britannique qui a battu les Holkars, qui régnaient sur Indore, à la bataille de Mahidpur en 1818. Après avoir vaincu les Holkars, il signa avec eux le traité de Mandsaur. C'est par ce traité que les Britanniques ont reçu la ville de cantonnement de Mhow qui se trouve à 23 km de Indore.
Il est l'auteur de plusieurs ouvrages précieux considérés comme faisant autorité dans leurs domaines, à savoir, Sketch of the Sikh  (1812) A History of Persia  (1815), Memoir of Central India   (1823), Political History of India from 1784 to 1823  (1826), et la  Life of Lord Clive  (1836).
Il a épousé Margaret Pasley, sœur du Chirurgien-Général de Madras, Gilbert Pasley, et de l'amiral, Sir Thomas Pasley, 1er baronnet. Il était lui-même le frère de sir Pulteney Malcolm. Un  imposant obélisque, commémorant la vie et les réalisations de Malcolm, est érigé au sommet de la colline Whita Hill, haute de 300 m, à la périphérie de Langholm.
Une statue plus grande que nature de Sir John Malcolm se trouve dans le transept nord de l'abbaye de Westminster.

## Union Swaminarayan
Lors d'une réunion en 1830, Swaminarayan offre à Malcolm un livre sacré, appelé le Shikshapatri, qui se trouve de nos jours à la Bibliothèque bodléienne d'Oxford. Pour cette raison, John Malcolm devient très célèbre chez les membres de l' union hindoue de Swaminarayan.